# Robert Charles Wroughton
Robert Charles Wroughton (15 de agosto de 1849, Naseerabad-15 de maio de 1921) foi um oficial no Serviço Florestal Indiano de 10 de dezembro de 1871 a 1904, que estudou neste tempo escorpiões e formigas, além de mamíferos da Índia.

## Publicações
1. Wroughton R C 1912a. Bombay Natural History Society’s Mammal Survey of India: Report 1. J. Bombay Nat. Hist. Soc. 21(2):392-410.
2. Wroughton R C 1912b. Bombay Natural History Society’s Mammal Survey of India: Report 2. J. Bombay Nat. Hist. Soc. 21(3):820-825.
3. Wroughton R C 1912c. Bombay Natural History Society’s Mammal Survey of India: Report 3. J. Bombay Nat. Hist. Soc. 21(3):826-844.
4. Wroughton R C 1912d. Bombay Natural History Society’s Mammal Survey of India: Report 4. J. Bombay Nat. Hist. Soc. 21(3):844-851.
5. Wroughton R C 1912e. Bombay Natural History Society’s Mammal Survey of India: Report 5. J. Bombay Nat. Hist. Soc. 21(4):1170-1195.
6. Wroughton R C and K V Ryley 1913a. Bombay Natural History Society’s Mammal Survey of India: Report 6. J. Bombay Nat. Hist. Soc. 22(1): 29-44.
7. Wroughton R C and K V Ryley 1913b. Bombay Natural History Society’s Mammal Survey of India: Report 7. J. Bombay Nat. Hist. Soc. 22(1): 45-47.
8. Wroughton R C and K V Ryley 1913c. Bombay Natural History Society’s Mammal Survey of India: Report 8. J. Bombay Nat. Hist. Soc. 22(1): 58-66.
9. Wroughton R C. 1913. Scientific results from the mammal survey # III. J. Bombay Nat. Hist Soc. 22(1): 13-21.
10. Wroughton R C 1914. Bombay Natural History Society’s Mammal Survey of India: Report 15. J. Bombay Nat. Hist. Soc. 23(2):282-301.
11. Wroughton R C 1915a. Bombay Natural History Society’s Mammal Survey of India: Report 16. J. Bombay Nat. Hist. Soc. 23(3):413-416.
12. Wroughton R C 1915b. Bombay Natural History Society’s Mammal Survey of India: Report 17. J. Bombay Nat. Hist. Soc. 23(4):695-720.
13. Wroughton R C. 1915c. Scientific results from the mammal survey # XI. J. Bombay Nat. Hist Soc. 24(1): 29-65.
14. Wroughton R C 1915d. Bombay Natural History Society’s Mammal Survey of India: Report 18. J. Bombay Nat. Hist. Soc. 24(1):79-96.
15. Wroughton R C 1915e. Bombay Natural History Society’s Mammal Survey of India: Report 19. J. Bombay Nat. Hist. Soc. 24(1):96-110.
16. Wroughton R C 1916a. Bombay Natural History Society’s Mammal Survey of India: Report 20. J. Bombay Nat. Hist. Soc. 24(2):291-309.
17. Wroughton R C 1916b. Bombay Natural History Society’s Mammal Survey of India:Report 21. J. Bombay Nat. Hist. Soc. 24(2):309-310.
18. Wroughton R C 1916c. Bombay Natural History Society’s Mammal Survey of India:Report 22. J. Bombay Nat. Hist. Soc. 24(2):311-316.
19. Wroughton R C 1916d. Bombay Natural History Society’s Mammal Survey of India:Report 23. J. Bombay Nat. Hist. Soc. 24(3):468-493.
20. Wroughton R C 1916e. Bombay Natural History Society’s Mammal Survey of India: Report 24. J. Bombay Nat. Hist. Soc. 24(4):749-758.
21. Wroughton R C 1916f. Bombay Natural History Society’s Mammal Survey of India:Report 25. J. Bombay Nat. Hist. Soc. 24(4):758-773.
22. Wroughton R C 1916g. Bombay Natural History Society’s Mammal Survey of India: Report 26. J. Bombay Nat. Hist. Soc. 24(4):773-782.
23. Wroughton R C. 1917a. Scientific results from the mammal survey # XV. J. Bombay Nat. Hist. Soc.. 25(1): 40-51
24. Wroughton R C 1917b. Bombay Natural History Society’s Mammal Survey of India: Report 27. J. Bombay Nat. Hist. Soc. 25(1):63-71.
25. Wroughton R C 1917c. Bombay Natural History Society’s Mammal Survey of India: Report 28. J. Bombay Nat. Hist. Soc. 25(2):274-278.
26. Wroughton R C. 1918a. Scientific results from the mammal survey # XVII. J. Bombay Nat. Hist. Soc.. 25(3): 361.
27. Wroughton R C 1918b. Summary of the results from the Indian mammal survey of Bombay natural History Society , Part I. J. Bombay Nat. Hist. Soc. 25(4): 547-598.
28. Wroughton R C 1918c. Summary of the results from the Indian mammal survey of Bombay natural History Society , Part II. J. Bombay Nat. Hist. Soc. 26(1): 19-58.
29. Wroughton R C 1919. Summary of the results from the Indian mammal survey of Bombay natural History Society , Part III. J. Bombay Nat. Hist. Soc. 26(2): 338-378.
30. Wroughton R C 1920a. Summary of the results from the Indian mammal survey of Bombay natural History Society , Part VI. J. Bombay Nat. Hist. Soc. 27(1): 57-85.
31. Wroughton R C 1920b. Summary of the results from the Indian mammal survey of Bombay natural History Society , PartVII. J. Bombay Nat. Hist. Soc. 27(2): 301-313.
32. Wroughton R C 1920c. Bombay Natural History Society’s Mammal Survey of India: Report 32.J. Bombay Nat. Hist. Soc. 27(2):314-322.
33. Wroughton R C 1921a. Summary of the results from the Indian mammal survey of Bombay natural History Society ,Appendix. J. Bombay Nat. Hist. Soc. 27(3):520-534.
34. Wroughton R C 1921b. Bombay Natural History Society’s Mammal Survey of India: Report 33. J. Bombay Nat. Hist. Soc. 27(3):545-549.
35. Wroughton R C 1921c. Bombay Natural History Society’s Mammal Survey of India: Report 34. J. Bombay Nat. Hist. Soc. 27(3):549-553.
36. Wroughton R C 1921d. Bombay Natural History Society’s Mammal Survey of India: Report 35. J. Bombay Nat. Hist. Soc. 27(3):553-554.
37. Wroughton R C. 1921e. Scientific results from the mammal survey # XXVI. J. Bombay Nat. Hist. Soc.. 27(3): 599-601.
38. Wroughton R C. 1921f. Scientific results from the mammal survey # XXVIII. J. Bombay Nat. Hist. Soc.. 27(4): 773-777.
39. Wroughton R C. 1921g. Scientific results from the mammal survey # XXIX. J. Bombay Nat. Hist. Soc.. 28(1): 23-25